# Румайтха
Румайтха (англ. Rumaitha) — нефтяное месторождение в ОАЭ. Открыто в 1969 году. Плотность нефти составляет 0,8230-0,8280 г/см³ или 40° API. Начальные запасы нефти составляют 300 млн тонн.
Оператором месторождении является арабская нефтяная компания Abu Dhabi National Oil Company (ADNOC). Месторождение, наряду с Шанайел и ещё несколькими более мелкими, входит в группу North East Bab, в 2016 году являвшуюся наименьшим из активов компании, обеспечивавшим 7 % в суммарной добыче.